# قلعه هاکوچی

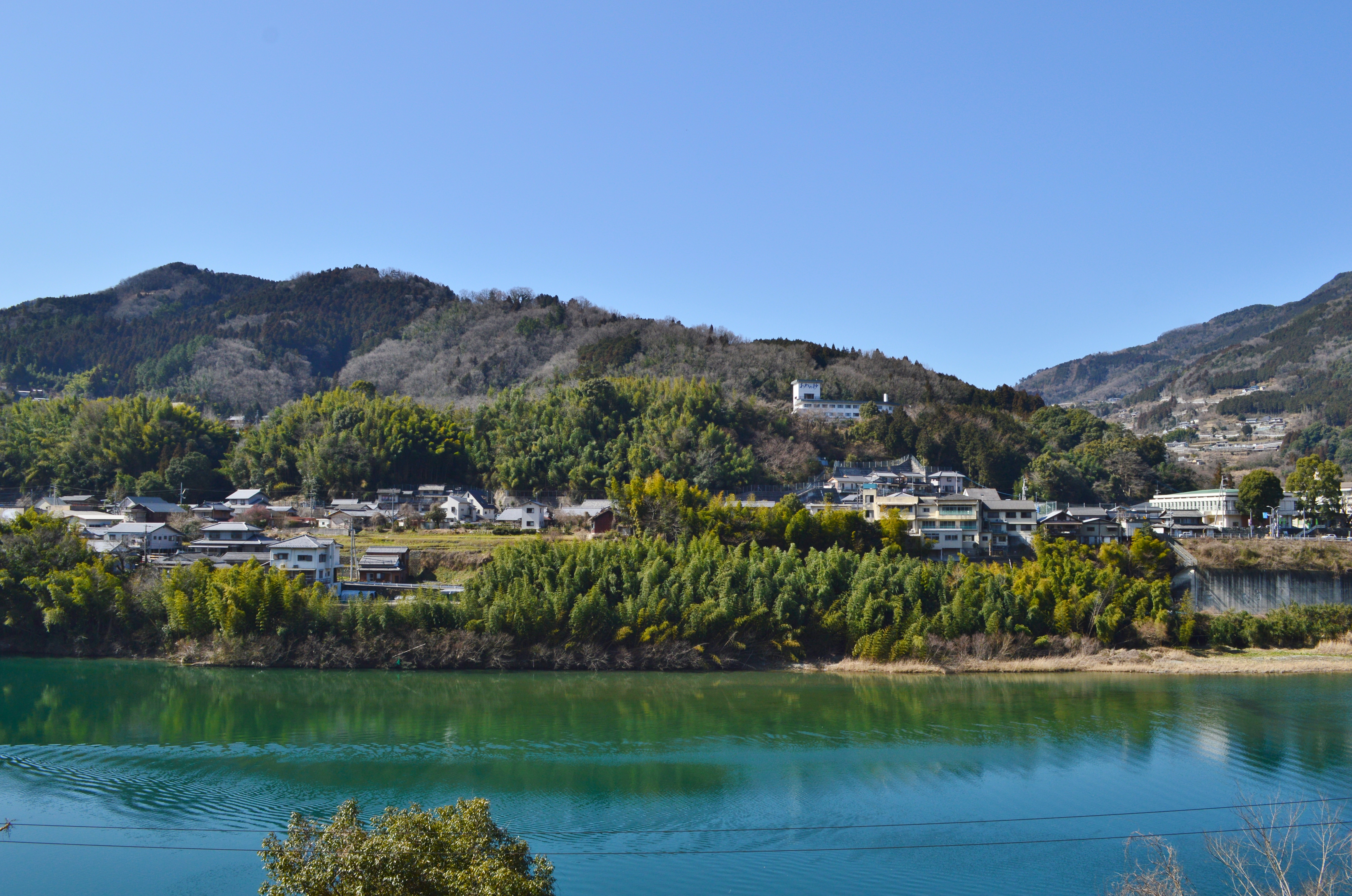
محل قلعه، نمای دوردست آوانوشو بر روی خرابه‌های قلعه (سمت راست). در پیش زمینه یوشینوگاوا (دریاچه ایکدا) است.

قلعه هاکوچی (به ژاپنی: 白地城 はくちじょう)، یک قلعه ژاپنی است که در منطقه میوشی، توکوشیما، ولایت آوا (امروزه در استان توکوشیما، میوشی، توکوشیما) قرار دارد.
در سال ۱۵۷۷، چوسوکابه موتوچیکا، که قصد داشت شیکوکو را متحد کند، به اهمیت جغرافیایی آن توجه کرد و آن را فتح کرد. اونیشی کاکویو، ارباب قلعه در آن زمان، به مسجو در ولایت سانوکی گریخت.
در سال ۱۵۸۵، در طول تهاجم تویوتومی هیده‌یوشی به شیکوکو، به عنوان پایگاه دفاعی برای خاندان چوسوکابه مورد استفاده قرار گرفت و با شکست خاندان چوسوکابه در نبرد و عقب‌نشینی به ولایت توسا رها شد.